# Château d'Alegrete
Le château d'Alegrete est une forteresse médiévale située dans la freguesia d'Alegrete (pt), sur le territoire de la municipalité de Portalegre (district de Portalegre, Portugal),.
Stratégiquement situé, il était l'une des fortifications les plus importantes de la région frontalière du Haut-Alentejo, un élément clé du système défensif de la région au Moyen Âge. Aujourd'hui, il a le potentiel de devenir une attraction touristique majeure pour une région qui souffre de sa situation intérieure.
Il est classé Monument national depuis 1946.

## Historique
Bien que l'occupation humaine primitive du site soit obscure, on pense que celle-ci remonte à l'époque des Lusitaniens, remplacé par les Romains, les Vandales, les Alains jusqu'à la conquête musulmane de l'Hispanie, à partir du VIIIe siècle.

### Le château médiéval
Lors de la Reconquête chrétienne de la péninsule Ibérique, la ville et ses défenses furent conquises par les forces d'Afonso Henriques (1112-1185), selon la tradition, en 1160. Cependant, les premières informations documentaires à son sujet datent du XIIIe siècle, car, aux termes du Traité de Badajoz (16 février 1267), signée entre Alphonse III de Portugal (1248-1279) et son beau-père, Alphonse X de Castille, la ville d'Alegrete et son château furent définitivement incorporés au territoire portugais. Le souverain portugais y effectua des réparations et des renforcements, travaux qui se poursuivirent jusqu'au règne de Denis Ier (1279-1325), date à laquelle la ville reçut sa charte (1319).
Dans le contexte de la crise portugaise de 1383-1385, la ville et son château prirent le parti du Maître d'Avis, ayant été le camp des forces portugaises sous le commandement du connétable Nuno Álvares Pereira (8 avril 1384), victorieux contre le royaume de Castille dans la bataille des Atoleiros.
Sous le règne d'Alphonse V (1438-1481), elle fut conquise par les troupes castillanes (1475).
De retour en possession portugaise, la ville reçut, le 14 février 1516, la Nouvelle Charte de Manuel Ier (1495-1521).

### DuXVIeauXVIIIesiècle
Lors de la crise de succession de 1580, la position de l'ancien château médiéval reprit une importance stratégique en tant que première ligne de défense de la région frontalière. Plus tard, pendant la guerre de restauration de l'indépendance portugaise, le roi Jean IV (1640-1656) récompensa Matias d'Albuquerque pour ses services en lui accordant le titre de comte d'Alegrete. Dans le même contexte, on raconte qu'en 1662, alors que la ville d' Alegrete était garnie de deux compagnies d'infanterie commandées par La Coste et encerclée par les troupes espagnoles du roi Juan d'Autriche, le gouverneur de la ville envoya au commandant envahisseur deux bouteilles du généreux vin de la région , accompagnées d'une note annonçant que la garnison portugaise résisterait jusqu'à la dernière goutte de ce breuvage produit localement. Face à ce geste de bravoure, l'envahisseur aurait levé le siège de la ville et se serait retiré. À partir de 1664 , ses défenses furent modernisées et renforcées en certains points, sous la direction du Marquês de Marialva (pt). À cette époque, une fortification de campagne bastionnée, aujourd'hui disparue, fut érigée, probablement lors d'un nettoyage, car ses vestiges ne sont pas identifiables aujourd'hui. C'est également au cours de ce siècle que fut créé le marquisat d'Alegrete (19 août 1687), dont le premier titulaire fut Manuel Teles da Silva (pt).

### LeXIXesiècle: la guerre d'indépendance espagnole et la guerre civile portugaise
Au début du XVIIIe siècle, la ville et ses fortifications résistèrent au siège des troupes de Philippe V d'Espagne (1704), avant de connaître une période de paix dont elle ne sortit qu'au début du siècle suivant, lorsqu'elle hébergea un nombre considérable de troupes lors de la guerre des Oranges (1801). À cette époque, ses défenses étaient déjà en fort déclin et elle ne joua aucun rôle dans la guerre civile portugaise qui eurent lieu dans ses environs entre les troupes du Conde de Vila Flor (pt) et les royalistes (1826).
L'Alcaidaria-Mor d'Alegrete, avec la responsabilité du Château, fut remise aux Comtes de Vila-Flor et aux Seigneurs-Donatários de Zibreira, le dernier seigneur du château étant Cristóvão Manoel de Vilhena, Seigneur de Pancas et Zibreira, fils héritier de la Comtesse d'Alpedrinha, qui prit l'Alcaidaria-Mor d'Alegrete en 1860, étant décédé en 1877, date à laquelle l'Alcaidaria-Mor et le Château d'Alegrete revinrent au Trésor National.

### DuXXesiècleà nos jours
Depuis que la municipalité et le tribunal d'Alegrete ont été supprimés (26 juin 1855), son château a été abandonné et oublié.
Au XXe siècle, il fut classé Monument National par le Décret-Loi no  35.443 du 2 janvier 1946, jusqu'au début des travaux de consolidation et de restauration en 1965, sous la responsabilité de la Direction Générale des Bâtiments et Monuments Nationaux (DGEMN). À partir de 1977, des travaux de consolidation furent réalisés sur la tour du château, et la maçonnerie recouvrant les ouvertures et les créneaux fut démolie. Plus tard, à partir de 1984, des travaux furent entrepris pour consolider les murs et fermer l'entrée du château.
Malgré l'importance des interventions réalisées, le monument attendait un programme de mise en valeur plus vaste, son état de conservation étant précaire. Récemment, des projets de restauration étaient à l'étude.

## Description

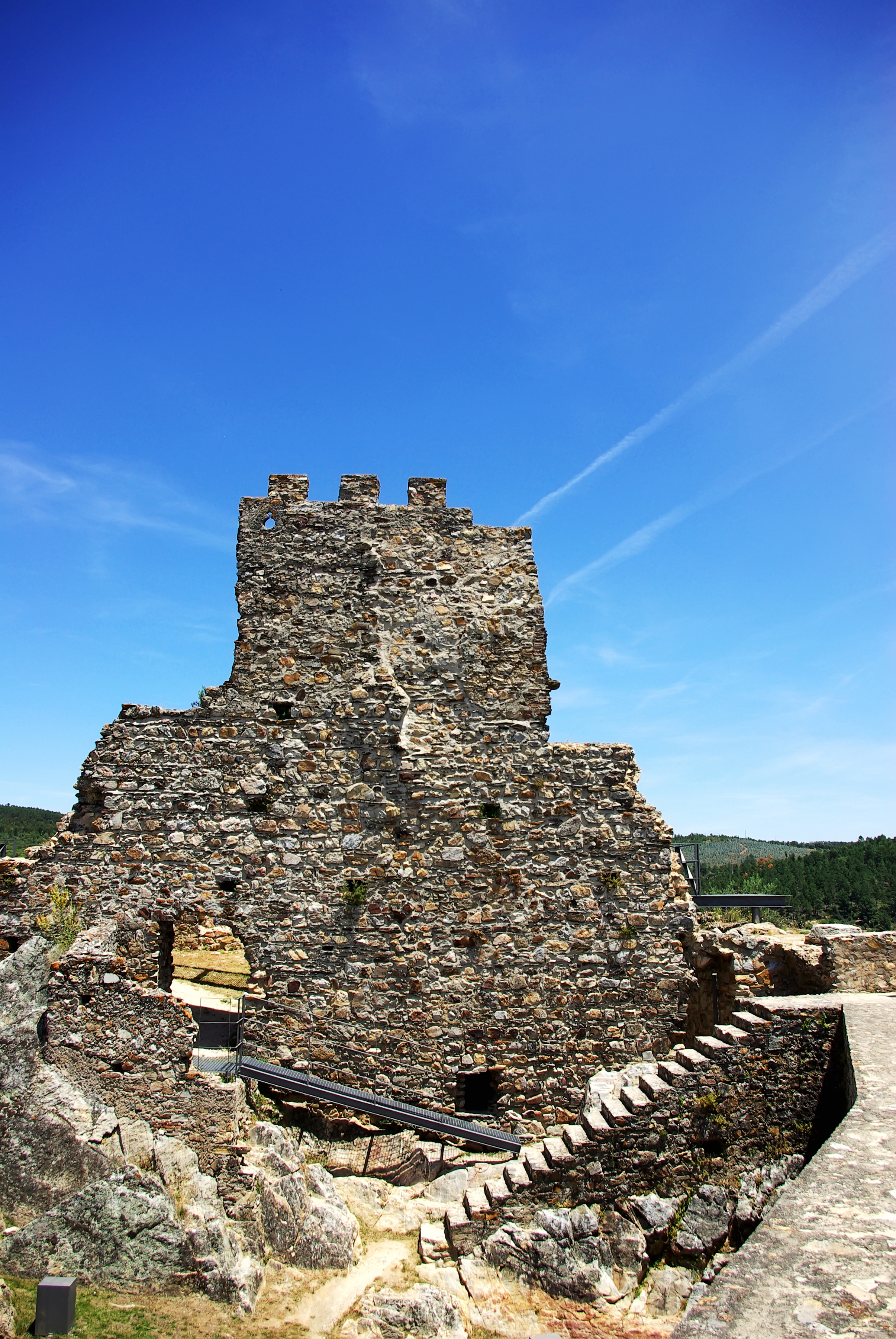
Les ruines de château.

Exemple d'architecture militaire gothique, il présente un plan rectangulaire irrégulier. Dans sa muraille sud se trouve une porte, défendue par une petite tourelle. Sur les murailles est, se trouve un donjon rectangulaire à deux étages, associé à une citerne, qui fait partie du complexe. Le chemin de ronde, auquel on accède par un escalier en pierre, est creusé dans le sol et s'étend transversalement au mur.
La défense était complétée par une enceinte entourant la ville et la reliant au château. Parmi les rares sections préservées, en mauvais état, se distingue la Porta da Vila, flanquée de deux donjons défensifs, exemple des portes gothiques des enceintes urbaines de l'époque.